# Università di architettura e urbanistica Ion Mincu
L'Università di architettura e urbanistica “Ion Mincu” di Bucarest (in romeno Universitatea de arhitectură şi urbanism Ion Mincu din Bucureşti) è un'antica istituzione accademica romena specializzata nella formazione di architetti e urbanisti. È intitolata alla memoria di Ion Mincu.